# Liste des doyennés de l'archidiocèse d'Avignon
L'archidiocèse d'Avignon est composé au XXIe siècle de huit doyennés, eux-mêmes formés par plusieurs paroisses. Les doyennés sont ceux d'Avignon, d'Apt, de Carpentras, de Cavaillon et l'Isle-sur-la-Sorgue, d'Orange Bollène, de Pertuis, de Sorgues et de Vaison-la-Romaine.

## Doyenné d'Avignon
Situé au sud-est du département de Vaucluse, il regroupe les paroisses de  la commune d'Avignon à l'exception de Montfavet. 
Secteur inter-paroissial de Saint Symphorien
Ce secteur regroupe la paroisse Saint-Didier (Collégiale Saint-Didier d'Avignon et Chapelle des pénitents gris d'Avignon), la paroisse Saint-Pierre (Basilique Saint-Pierre d'Avignon, Chapelle Notre-Dame de Conversion (ou des Italiens), Chapelle Sainte-Marthe (Université d'Avignon)) et la paroisse Saint-Symphorien (église Saint-Symphorien (ou des Carmes))
Secteur inter-paroissial du Sacré-Cœur et de Saint-Paul
Ce secteur regroupe les paroisses du Sacré-Cœur (Église du Sacré-Cœur) et Saint-Paul (Église Saint-Jean XXIII et Chapelle Saint-Henri). 
Hors secteurs inter-paroissiaux
Le doyenné comprend également la paroisse cathédrale Notre Dame des Doms (Cathédrale Notre-Dame des Doms d'Avignon), la paroisse Saint Agricol (Collégiale Saint-Agricol, Chapelle de l'Oratoire, Chapelle Saint-Louis, Église Saint-Joseph de la Barthelasse, située extra-muros), la paroisse de Saint Jean, située extra-muros (Église Saint-Jean, Église Notre Dame de la Paix, dans le quartier du Pont-des-deux-eaux, Église Notre Dame de Lourdes, proche du cimetière Saint-Véran), et la paroisse Saint-Ruf-Saint-Joseph, également extra-muros au sud du centre historique d'Avignon (Abbaye Saint-Ruf d'Avignon, Église Saint-Joseph-Travailleur d'Avignon.

## Doyenné d'Apt
Il regroupe les paroisses de l'Est du département. Il est constitué de quatre secteurs inter-paroissiaux. 
secteur inter-paroissial d'Apt
Ce secteur regroupe les paroisses d'Apt, du Boisset (hameau de Saint-Martin-de-Castillon), de Caseneuve, de Castellet, de Saignon et de Saint-Martin-de-Castillon.
Secteur inter-paroissial de Bonnieux
Ce secteur regroupe les paroisses de Bonnieux, de Buoux, de Goult, de Lacoste, de Lioux, de Roussillon, de Saint-Pantaléon et de Sivergues. 
Secteur inter-paroissial de Gordes
Ce secteur regroupe les paroisses de Gordes, de Cabrières-d'Avignon, des Beaumettes, de Maubec, d'Oppède, des Imberts (hameau de Gordes), de Joucas et de Murs. 
Secteur inter-paroissial de Saint-Saturnin-lès-Apt
Ce secteur regroupe les paroisses de Saint-Saturnin-lès-Apt, de Croagnes (hameau de Saint-Saturnin-lès-Apt), de Gargas, de Gignac, de Grands-Cléments (hameau de Villars), de Rustrel, de Viens et de Villars.  
Autres lieux et monuments du doyenné
On trouve, sur le territoire du doyenné: 
- l'abbaye Notre-Dame de Sénanque (Cisterciens de Lérins)
- le sanctuaire Notre-Dame de Lumières (tenu par les Oblats de Marie-Immaculée)

## Doyenné de Carpentras
Il s'agit de l'un des plus grands doyennés du Vaucluse, regroupant les paroisses du centre, nord et nord-est du département. Il est composé de 46 paroisses, réparties sur 8 secteurs inter-paroissiaux. 
Secteur inter-paroissial d'Aubignan
Ce secteur inter-paroissial regroupe les paroisses d'Aubignan, de Gigondas, de Lafare, de La Roque-Alric, de Suzette et de Vacqueyras. 
Secteur inter-paroissial de Carpentras
Ce secteur inter-paroissial regroupe les deux paroisses de Carpentras que sont la paroisse cathédrale Saint-Siffrein et la paroisse Notre-Dame de l'Observance
Secteur inter-paroissial de Monteux
Ce secteur regroupe les paroisses de Monteux et d'Althen-des-Paluds. 
Secteur inter-paroissial de Pernes-les-Fontaines
Ce secteur regroupe les paroisses de la commune de Pernes-les-Fontaines : Pernes-les-Fontaines et Les Valayans.
Secteur inter-paroissial de Mazan
Ce secteur regroupe les seize paroisses de Bédoin (village), Les Baux (hameau de Bédoin), Blauvac, Caromb, Crillon, Flassan, Le Barroux, Malemort-du-Comtat, Mazan, Méthamis, Modène, Mormoiron, Sainte-Colombe, Saint-Hippolyte-le-Graveyron, Saint-Pierre-de-Vassols et Villes-sur-Auzon.
Secteur inter-paroissial de Saint-Didier
ce secteur regroupe les quatre paroisses de Saint-Didier, Le Beaucet, Venasque et La Roque-sur-Pernes. 
Secteur inter-paroissial de Sarrians
Ce secteur regroupe les deux paroisses de Sarrians et de Loriol-du-Comtat. 
Secteur inter-paroissial de Sault
Ce secteur regroupe les paroisses de Sault, de Saint Jean de Durfort (commune de Sault), de Verdolier (commune de Sault), d'Aurel, de Lagarde-d'Apt, de Monieux, de Saint-Christol, de Saint-Trinit, de Brantes de Saint-Léger-du-Ventoux et de Savoillan.

## Doyenné de Cavaillon et l'Isle-sur-la-Sorgue
Secteur inter-paroissial de Cavaillon
Ce secteur regroupe les paroisses de Cavaillon (Cathédrale Notre-Dame-et-Saint-Véran et chapelle Sainte-Bernadette) et des Vignères (hameau de Cavaillon). 
Secteur inter-paroissial de l'Isle-sur-la-Sorgue
Ce secteur regroupe les paroisses de L'Isle-sur-la-Sorgue (Collégiale Notre-Dame-des-Anges), de Fontaine-de-Vaucluse (église Saint-Véran), de Lagnes, de Saumane-de-Vaucluse et de Velleron. 
Secteur inter-paroissial de Châteauneuf de Gadagne
Ce secteur regroupe les paroisses de Châteauneuf-de-Gadagne et de Jonquerettes. 
Secteur inter-paroissial de Robion
Ce secteur regroupe les paroisses de Robion et des Taillades. 
Hors secteurs inter-paroissiaux
Le doyenné comprend également les paroisses de Cheval-Blanc et de Thor.

## Doyenné d'Orange Bollène
Le doyenné est composé de plusieurs paroisses situées au nord-est du département. 
Paroisse de Bollène
Elle regroupe Bollène, Lapalud et Lamotte-du-Rhône.
Paroisse de Camaret-sur-Aygues
Elle regroupe les communes de Camaret-sur-Aygues, Sérignan-du-Comtat, Mondragon, Mornas, Travaillan, Violès.
Paroisse de Courthézon
Elle regroupe les communes de Bédarrides, Courthézon et Jonquières.
Paroisse de Châteauneuf-du-pape
Paroisse d'Orange
La paroisse regroupe les communes d'Orange (cathédrale Notre-Dame-de-Nazareth), Piolenc, Uchaux et de Caderousse.

## Doyenné de Pertuis
Le doyenné de Pertuis regroupe les paroisses se trouvant au Sud-est du département, entre le Luberon et la Durance. 
Secteur inter-paroissial de Beaumont-de-Pertuis
Ce secteur regroupe les paroisses de Beaumont-de-Pertuis, La Bastide-des-Jourdans, Grambois, Mirabeau et Vitrolles-en-Luberon. 
Secteur inter-paroissial de Cadenet
Ce secteur regroupe les paroisses de Cadenet, Lourmarin, Puyvert, Lauris, Mérindol et Puget. 
Secteur inter-paroissial de la Tour d'Aigues
Ce secteur regroupe les paroisses de La Tour-d'Aigues, La Bastidonne, La Motte-d'Aigues, Peypin-d'Aigues et Saint-Martin-de-la-Brasque. 
Secteur inter-paroissial de Cabrières-d'Aigues
ce secteur regroupe les paroisses de Cabrières-d'Aigues, Cucuron et Vaugines. 
Secteur inter-paroissial de Villelaure
Ce secteur regroupe les paroisses de Villelaure, Ansouis et Sannes. 
Hors secteur inter-paroissial
Le doyenné comprend également la paroisse de Pertuis.

## Doyenné de Sorgues
Le doyenné de Sorgues est situé à l'Ouest du département du Vaucluse, au Nord d'Avignon. 
Il regroupe les paroisses de Sorgues, d'Entraigues-sur-la-Sorgue, de Vedène, de Saint-Saturnin-lès-Avignon, du Pontet et de Morières-lès-Avignon.

## Doyenné de Vaison-la-Romaine
Il s'agit de l'un des plus grands doyennés de Vaucluse, regroupant les paroisses nord-est du département. Il est constitué de trois secteurs inter-paroissiaux. 
Secteur inter-paroissial de Malaucène
Ce secteur regroupe les paroisses de Malaucène, Beaumont-du-Ventoux, Entrechaux, Le Crestet ainsi que   
Vaux (hameau de Malaucène, dans la vallée du Toulourenc). 
Secteur inter-paroissial de Vaison-la-Romaine
Ce secteur regroupe les paroisses de Vaison-la-Romaine (paroisse cathédrale), Buisson, Faucon, Puyméras, Roaix, Sablet, Saint-Marcellin-lès-Vaison, Saint-Romain-en-Viennois, Séguret, Villedieu, Rasteau et Saint-Roman-de-Malegarde
Secteur inter-paroissial de Valréas
Ce secteur regroupe les 4 paroisses de l'enclave des papes à savoir Valréas, Richerenches, Grillon et Visan. 
Secteur inter-paroissial de Sainte-Cécile-les-Vignes
Ce secteur regroupe les 3 paroisses: Sainte-Cécile-Les-Vignes, Cairanne, Lagarde-Paréol.

### Source
- Cet article est partiellement ou en totalité issu de l'article intitulé « Doyenné d'Avignon » (voir la liste des auteurs).

- Cet article est partiellement ou en totalité issu de l'article intitulé « Doyenné d'Apt » (voir la liste des auteurs).

- Cet article est partiellement ou en totalité issu de l'article intitulé « Doyenné de Carpentras » (voir la liste des auteurs).

- Cet article est partiellement ou en totalité issu de l'article intitulé « Doyenné de Cavaillon et l'Isle-sur-la-Sorgue » (voir la liste des auteurs).

- Cet article est partiellement ou en totalité issu de l'article intitulé « Doyenné d'Orange Bollène » (voir la liste des auteurs).

- Cet article est partiellement ou en totalité issu de l'article intitulé « Doyenné de Pertuis » (voir la liste des auteurs).

- Cet article est partiellement ou en totalité issu de l'article intitulé « Doyenné de Sorgues » (voir la liste des auteurs).

- Cet article est partiellement ou en totalité issu de l'article intitulé « Doyenné de Vaison-la-Romaine » (voir la liste des auteurs).